# Mahlers Zeit
Mahlers Zeit ist ein 1999 erschienener Roman von Daniel Kehlmann. Er handelt von einem jungen Wissenschaftler, der glaubt, hinter das Geheimnis der Zeit gekommen zu sein, und daran verzweifelt.

## Inhalt
Drei zentrale Fragen fungieren im Roman als Leitfaden der Handlung:

„Wie wahrscheinlich ist es, dass ein Passant bei seinem morgendlichen Spaziergang das Aufsteigen eines Luftballons beobachtet und am Abend über dessen gelbe Gummifetzen tritt, wenn er nach Hause geht? Wie wahrscheinlich ist es, dass ein Kartenspiel nach dem Mischen nach Farben und Werten geordnet ist? Wie wahrscheinlich endlich, dass ein auf eine Schreibmaschine einschlagender Affe alle Bücher der Menschheit hervorbringt?“

Eines Nachts geht in einer beliebigen Straße in einer beliebigen Stadt durch das Zerbrechen eines Laternenkopfes ein Licht aus und dem Helden des Romans, wohnhaft in ebenjener Straße, ein Licht auf. Im Halbschlaf hat er die letztlich unfassbar einfache Lösung einer Aufgabe gefunden, über die er sich schon seit langem den Kopf zerbrochen hat. Bei besagter Aufgabe handelt es sich um die Auflösung des Problems der Weltordnung durch Widerlegung des zweiten Satzes der Thermodynamik. Vergleichbar zu den Protagonisten in weiteren Romanen Kehlmanns ist auch David Mahler, gleichermaßen hochbegabt und übergewichtig, ein extremer Charakter.
Kehlmann beschreibt in diesem Roman mit wenigen Worten nicht nur die Haupt-, sondern auch alle Nebenfiguren seiner Geschichte, vom kartoffelgesichtigen Universitätsprofessor Grauwald, über Mahlers Bekannte Katja, die zu viel raucht und sich ihre Nägel hellrot lackiert, um die vom Kauen hässlichen Ränder zu verbergen, bis hin zu dem so verzweifelt gesuchten Nobelpreisträger Valentinov, mit seiner spitzen Nase, dem kurzgeschnittenen Bart und den hinter runden Brillengläsern verborgenen farblosen Augen.
In der Unfähigkeit, sich seiner Gegenwart verständlich zu machen, ist Mahler ein Leidensgenosse des Kehlmannschen Gauß in Die Vermessung der Welt und gleichzeitig der Beleg, dass auch das von diesem so sehr herbeigesehnte 20. Jahrhundert von einer ähnlichen Gleichgültigkeit ist wie das 19. Jahrhundert. Doch während sich der Eindruck des Protagonisten Gauß von „einem schwachen Erfinder in ein seltsam zweitklassiges Universum gestellt worden zu sein“, als gelungene Selbstironie des Autors ausnimmt, wird ebendiese Erkenntnis für Mahler existenzbedrohend. Hier sind neben den auktorialen noch unvergleichlich höhere Kräfte im Spiel und diese, das muss Mahler sehr bald einsehen, sind „nicht freundlich und sie haben kein Mitleid“.
David Mahler – ein dicker, kurzsichtiger Mann mit einem entschlossenen Ausdruck und einem roten, schlecht rasierten Gesicht – war niemals ein Liebling Gottes gewesen, wie es sein Name vielleicht nahelegt (siehe David). Doch jene Nacht, in der ihm klar wird, dass es nicht mehr als vier Formeln braucht, um den zweiten Hauptsatz der Thermodynamik – die einzige Verbindung zwischen den Dingen und der Zeit – außer Kraft zu setzen, macht diesen zu Mahlers unversöhnlichem Feind. David hat einen Konstruktionsfehler in der Schöpfung gefunden, hat an dem äußerst zerbrechlichen Grundgerüst der Welt – der Verbindung von Unordnung und Zeit – gerüttelt, hat einen Weg gefunden, allen Gesetzmäßigkeiten zum Trotz letztere zu relativieren, und sich damit wissentlich in den Kampf mit einem übermächtigen Goliath begeben. Jener Gott, von dem Mahler weiß, dass er „manchmal falsch rechnet“, rechnet jetzt mit seinem aufbegehrenden Geschöpf ab. Mahler erkennt, dass sein ganzes Leben eine Aneinanderreihung von Versuchen gewesen ist, ihn von seiner Erkenntnis abzuhalten, und begreift, dass es nun kein Zurück mehr gibt. So entspinnt sich ein verzweifelter Wettlauf gegen die Zeit, die Wächter der Weltordnung und die Entropie, die alle Naturgewalten daran setzen zu verhindern, dass die Menschheit von der Umkehrbarkeit der Zeit erfährt. Wie jede Ordnung ihrer Auflösung entgegenstürzt, stürzt David mit jedem Schritt und jeder Zeile tiefer in sein Verderben und am Ende in das Gewölbe des Himmels, in dessen Blau sich ein weißgefiederter Unglücksvogel spiegelt, der am Grunde eines Sees seine Kreise zieht.

## Ausgaben
- Mahlers Zeit. Suhrkamp, Frankfurt am Main 1999, ISBN 3-518-41078-4. 161 Seiten (gebundene Ausgabe)
- Mahlers Zeit. Suhrkamp Taschenbuch 3238, Frankfurt am Main 2001, ISBN 3-518-39738-9. 160 Seiten.
- Daniel Kehlmann liest Mahlers Zeit. Roof Music, Bochum 2006, ISBN 3-938781-24-6. 3 CDs.